# Kuppaya, Tirumakudal Narsipur
Kuppaya là một làng thuộc tehsil Tirumakudal Narsipur, huyện Mysore, bang Karnataka, Ấn Độ.